# Timeo Danaos et dona ferentes

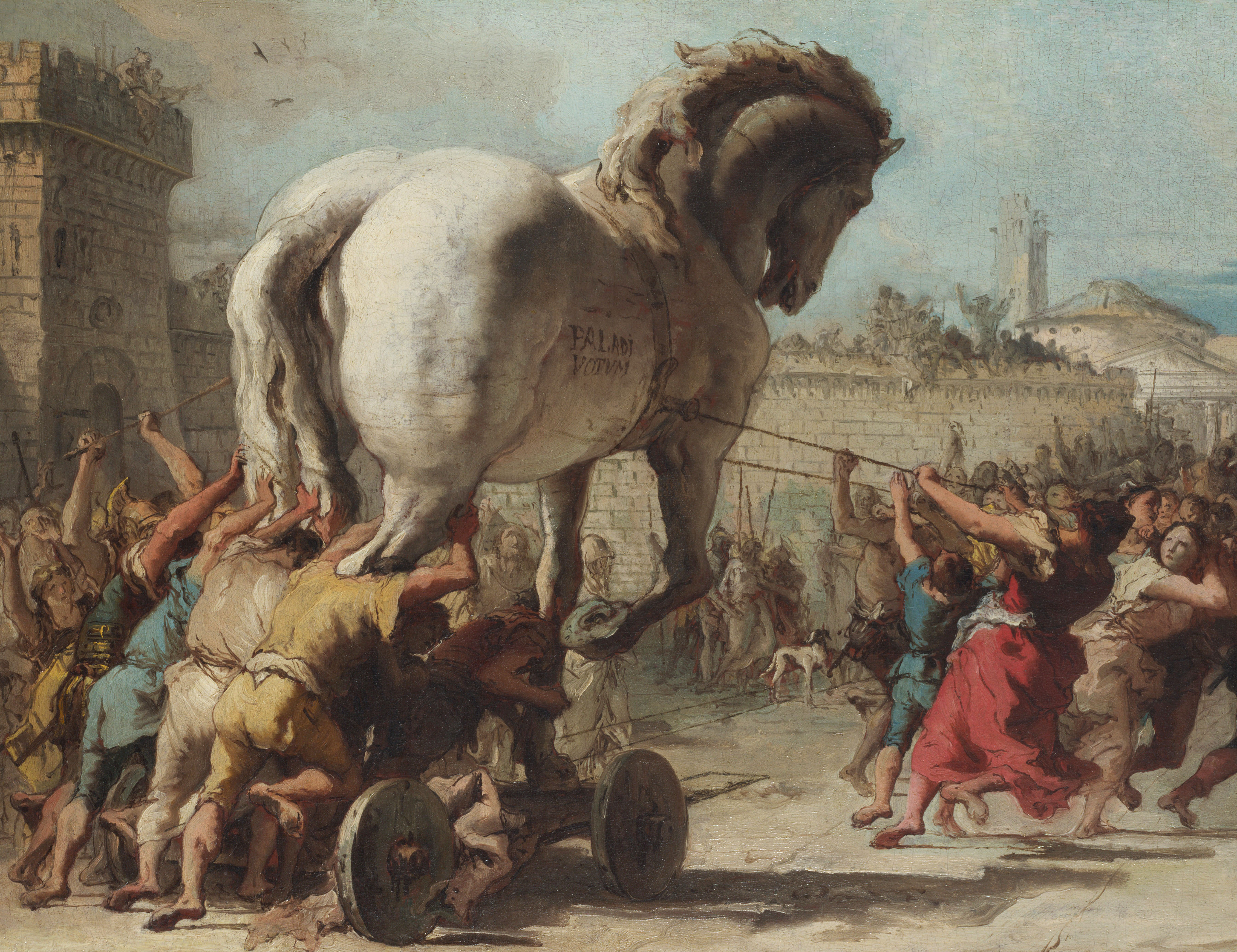
Koń trojański – detal z obrazu Giovanni Domenico Tiepolo

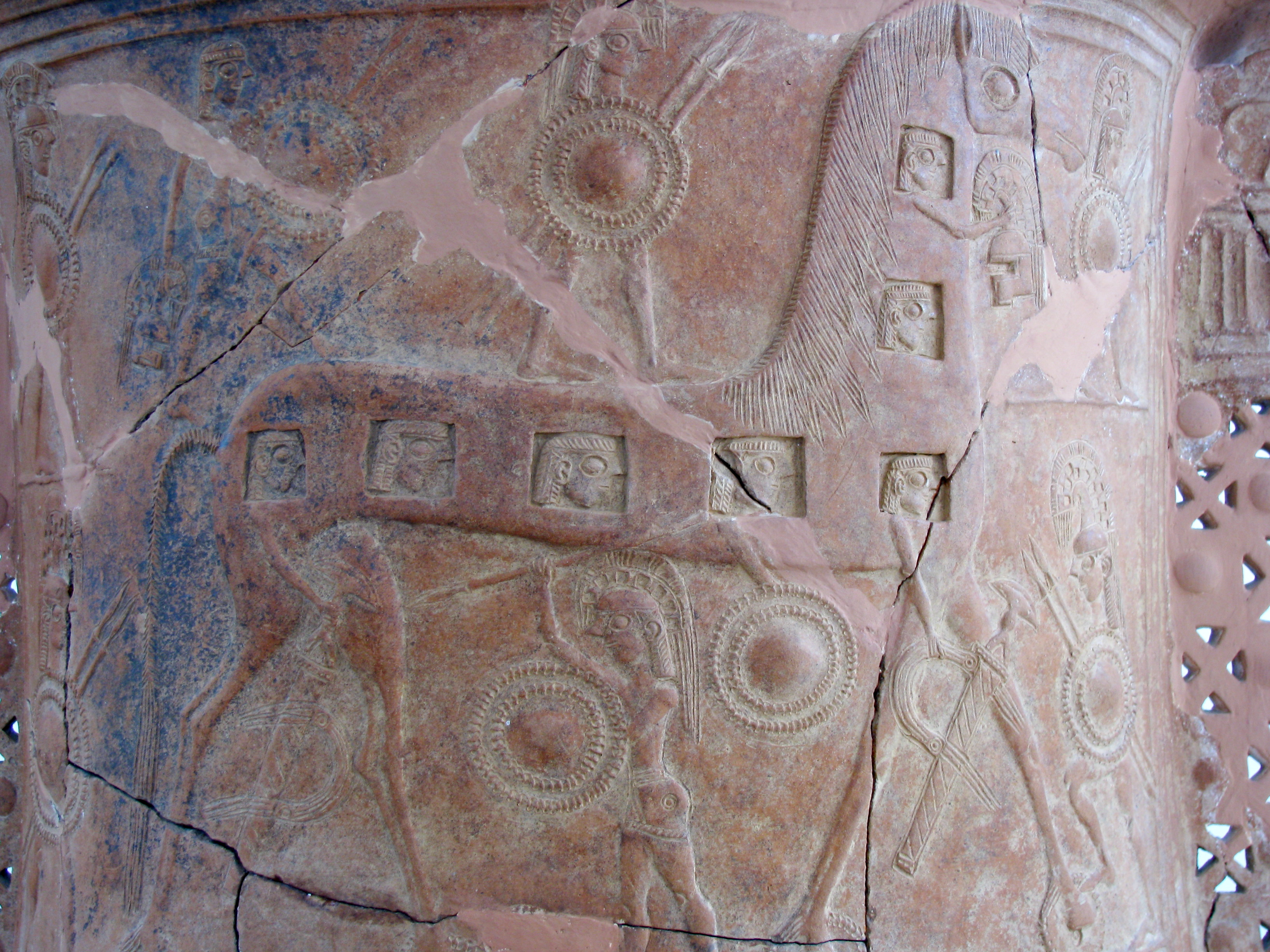
Najstarsze wyobrażenie konia trojańskiego na wazie z Mykos

Timeo Danaos et dona ferentes (łac. „Obawiam się Greków, nawet gdy niosą dary”) – łacińska fraza, pochodząca z eposu narodowego Rzymian pt. Eneida rzymskiego poety Wergiliusza, werset wypowiedzi Laokoona (II, 49). Autor nawiązał w niej do wydarzenia, jakie miało miejsce w Troi podczas wojny trojańskiej pomiędzy greckim plemieniem Achajów a Trojanami.

## Znaczenie
Podczas oblężenia Troi Grecy użyli fortelu, darując Trojanom wielkiego konia wykonanego z drewna, wewnątrz którego ukryli swoich wojowników. Dar ten poprzedziło zapewnienie dane obrońcom miasta o odstąpieniu greckich wojsk od oblężenia. Trojanie, za namową Sinona, wbrew przestrogom Kasandry i Laokoona, wciągnęli konia do miasta, świętując zwycięstwo. Kiedy mieszkańcy zasnęli, Achajowie wyszli z ukrycia i otworzyli bramy oblegającym wojskom, które szturmem zdobyły miasto. Tą łacińską sentencją Laokoon ostrzegał mieszkańców Troi przed wiarołomnością Greków.
Fraza obecnie przytaczana jest jako przysłowie, które zwrócić ma uwagę na ukryte intencje osób ofiarowujących pozornie bezinteresowne dary.

## Fraza w popkulturze
Została wypowiedziana m.in. przez Seana Connery’ego w filmie Twierdza. W polskiej popkulturze ów latynizm zaistniał dzięki serialowi 07 zgłoś się w odcinku pt. „Bilet do Frankfurtu”. Słowa „Timeo Danaos...” wypowiada prokurator Zofia Ołdakowska do adorującego ją adwokata. Z kolei w jednym z odcinków serii 8. serialu Ranczo ks. Maciej, komentując deklarację wójta dotyczącą przekazywania pieniędzy dla biednych, wypowiada  polskie tłumaczenie zwrotu, mylnie przypisując jego autorstwo Homerowi. Również Jan Pietrzak cytuje je w swojej piosence "Biały konwój z czerwoną zarazą", odnoszącej się do "humanitarnych transportów", jakie Putin wysyłał na Ukrainę w 2014 roku, a które w rzeczywistości były pomocą militarną dla separatystów z Doniecka i Ługańska.